# Outasight
Outasight, pseudonimo di Richard Andrew (Yonkers, 17 febbraio 1983), è un cantautore, rapper e produttore discografico statunitense.
Nel 2012 pubblica il suo album di debutto Nights Like These, includeva il singolo Tonight Is The Night certificato disco di platino negli USA e in Australia. Nello stesso anno si è esibito al Lollapalooza e al SXSW Festival. Durante gli anni successivi ha effettuato delle tournée esibendosi in festival come Lollapalooza, Governors Ball e Vans Warped Tour. Nel 2014 si è nuova esibito al South by South Festival.
Il suo disco, Big Trouble, è stato pubblicato nell'ottobre 2015, dai quali sono stay estratti i singoli The Wild Life e The Boogie. Ha pubblicato il suo terzo album in studio Richie il 18 agosto 2017 e il suo quarto Future Vintage Soul, è uscito il 19 ottobre 2018.
Tre sue canzoni sono state inserite nella serie Forza: The Wild Life in Forza Horizon 3, Higher in Forza Horizon 4 e Say Hey in Forza Horizon 5.

## Discografia parziale

### Album in studio
- 2012 – Nights Like These
- 2015 – Big Trouble
- 2017 – Richie
- 2018 – Future Vintage Soul

### EP
- 2010 – Further EP (Asylum)
- 2019 – No Vacancy EP

### Singoli
- 2011 – Tonight Is the Night
- 2020 – Say Hey

### Mixtape
- 2007 – Employee of the Year EP
- 2008 – Radio New York
- 2009 – From There to Here
- 2009 – Further
- 2010 – Never Say Never
- 2011 – Figure 8 EP
- 2011 – Get It Together
- 2013 – Stay Gold